# Musique populaire de la révolution
 (mars 2023).
Musique populaire de la révolution (MPR en sigle) est un groupe de musique hip-hop formé depuis 2016, dans la commune de matete à Kinshasa,,.

## Historique et particularité musicale
Connu jadis sous le nom de "Résistance Bantus (RB)" dans leur milieu respectif, c'est en 2016 que le groupe se présente sous sa nouvelle identité, en référence au Mouvement Populaire de la Révolution (MPR) du Zaïre.
Le groupe MPR fait du hip-hop avec le mélange des styles musicaux locaux tels que : le ndombolo, la rumba ou le soukous. Leur style lyrique porte plus sur des thématiques évoquant souvent des réalités courantes de la ville de Kinshasa et de la RDC tout entière,.  
En novembre 2022, MPR se voit être frappé par la commission congolaise de censure, interdisant sur tout le territoire la diffusion de leur chanson intitulée : "Nini to sali te ?" traduit en français "Qu'avons-nous pas fait ?". Un morceau dans lequel les artistes du groupe font l'évaluation de la situation du pays depuis des décennies et interpelle les classes politiques. La commission leur reproche de ne pas respecter la procédure prévue pour la diffusion. Et quelque temps après, l'affaire se résout,. 

## Discographie

### Singles[3]
- 2019: Lobela ye français
- 2019: Dollars
- 2020: Semeki
- 2020: Tika biso to fanda
- 2021: Malembe
- 2021: ECM
- 2021: Nini to sali te ?
- 2022: Makambu